# Степанов, Игорь Владиславович
И́горь Владисла́вович Степа́нов (латыш. Igors Stepanovs; род. 1 февраля 1966, Латвийская ССР) — латвийский футболист, полузащитник, ныне тренер футбольного клуба «Рижская футбольная школа».
23 ноября 2007 года Игорь Степанов был утверждён помощником главного тренера даугавпилской «Даугавы», вместе с назначением на этот пост Михаила Землинского.
11 марта 2009 года Игорь Степанов был назначен главным тренером кекавской «Ауды». В январе 2010 года отказался от своего места в тренерском составе молодёжной сборной Латвии по футболу, чтобы полностью сосредоточится на работе в клубе.
23 августа 2011 года Игорь Степанов был назначен главным тренером «Юрмалы», тем самым сменив на этом посту Софербия Ешугова.